# صماد (طائرة دون طيار)
صماد هي عائلة طائرات بدون طيار بعيدة المدى يمنية الصنع وفق ادعاء حكومة الانقاذ الوطني (صنعاء) التي شكلتها حركة أنصار الله وتستخدمها قواتها في مهاجمة أهداف بعيدة المدى في الإمارات العربية المتحدة والمملكة العربية السعودية، ويتوفر منها أربعة اصدارات: صماد-1، صماد-2، صماد-3، وصماد-4.

## الاسم
سميت على اسم صالح الصماد رئيس المجلس السياسي الأعلى التابع للحوثيين والذي قتل في العام 2018 بغارة جوية شنتها قوات التحالف العربي في اليمن المؤيد للحكومة المعترف بها دولياً.[بحاجة لمصدر]

## الإصدارات

### صماد-1
كشف عنها في 2019، تستخدم في عمليات الاستطلاع العسكرية، ورصد الأهداف للمدفعية، ويبلغ المدى الأقصى لها 500 كم

### صماد-2
هي طائرة بدون طيار انتحارية كشف عنها في 2019، يتراوح مداها بين 760 كم و900 كم، واستخدمتها جماعة الحوثي في ضرب أهداف في المملكة العربية السعودية، مثل قصف شركة أرامكو في الرياض.

### صماد-3
هي طائرة بدون طيار انتحارية، بعيدة المدى كشف عنها في 2019، يتراوح مداها بين 1500 كم و1700 كم، وتحمل 4 قذائف شديدة الانفجار. استخدمها الحوثيون في قصف أهداف في المملكة العربية السعودية والإمارات العربية المتحدة.
المواصفات
- الطول: 3 متر[7]
- عرض الجناح: 5 متر
- القطر: 25 سم
- المدى: من 1500 كم إلى 1700 كم
- الحمولة المتفجرة: 18 كلغ

### صماد-4
صماد-4 هي طائرة بدون طيار متعددة المهام كشف عنها في 2021 يبلغ المدى الأقصى لها 2000كم وتسطيع حمل 50 كيلو من المواد المتفجرة، لديها القدرة على شن هجمات متعددة.
الموصفات
- الطول: 3 متر[10]
- عرض الجناح: 5 متر
- المدى: 2000 كم
- الحمولة المتفجرة: قنبلتين، 50 كلغ

## الدعم الإيراني
اتهمت الحكومة اليمنية المعترف بها دولياً والتحالف العربي لدعم الشرعية والمملكة العربية السعودية إيران بنقل الصواريخ البالستية وتقنيات إنتاجها وتطويرها للحوثيين في اليمن. في حين نفت جماعة الحوثي الدعم الإيراني بسلاح وأعلنت أن جميع طائراتها المسيرة أُنْتِجَت محلياً من قبل هيئة التصنيع الحربي في الجيش اليمني وسلاح الجو المسير.